# Gisement de terres rares en proche sous-sol

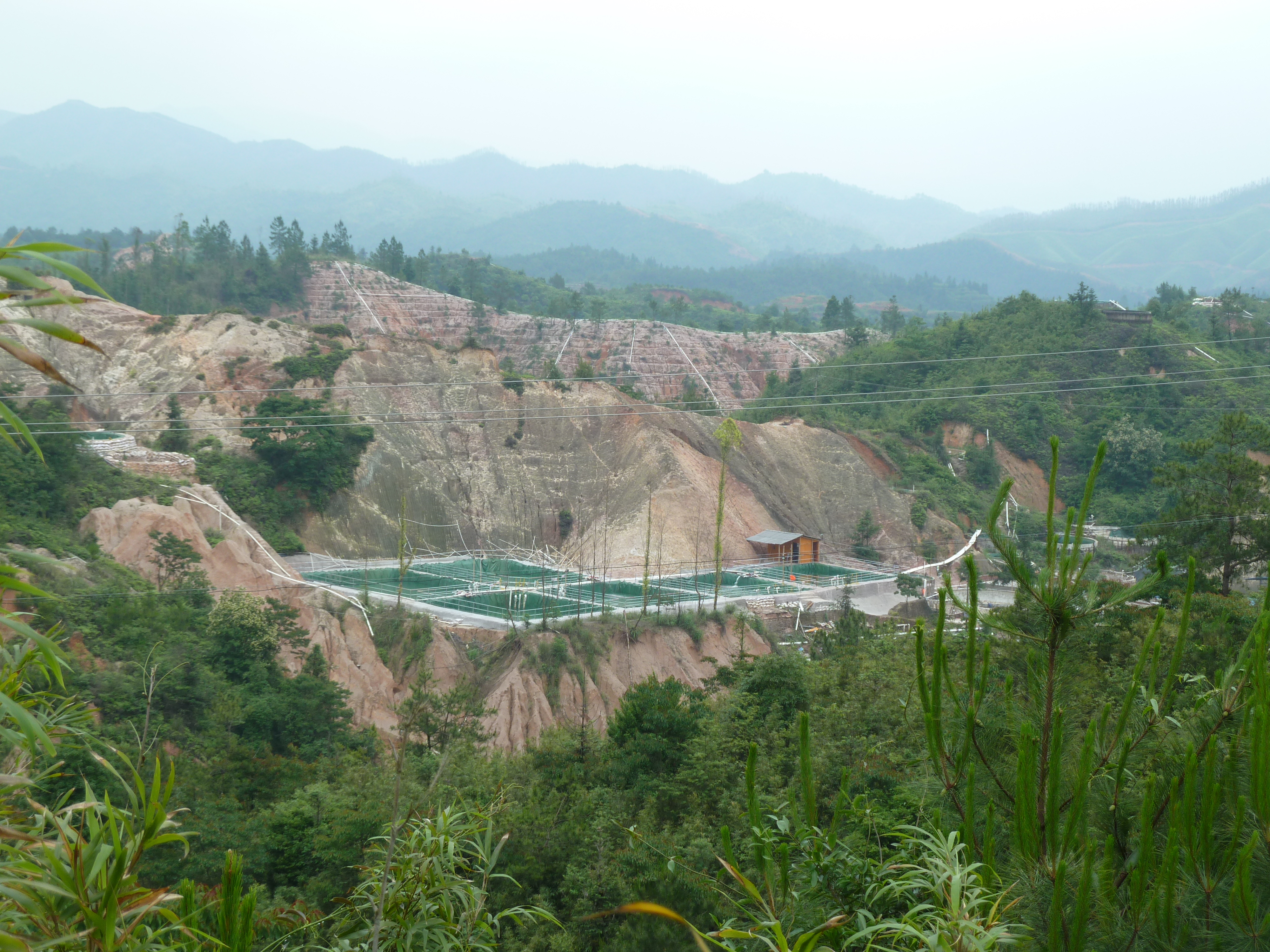
Un aperçu de l'un des gisements d'éléments de terres rares des régolithes (un type de mine d'éléments de terres rares) dans le sud de la Chine

Les gisements de terres rares en proche sous-sol, ou gisements d'adsorption d'ions, ou encore gisements de terres rares des régolithes, sont des minerais d'éléments de terres rares (ETR) dans des roches décomposées, formées par l'altération intense des roches-mères riches en ETR comme, le granite, le tuf, etc. dans les régions subtropicales. Dans ces zones, les roches sont intensément broyées et décomposées. Ensuite, les ETR s'infiltrent vers le bas avec l'eau de pluie et se concentrent le long d'une couche altérée plus profonde sous la surface du sol. 
La technologie d'extraction des gisements a évolué au cours des 50 dernières années. Auparavant, les ETR principalement étaient des sous-produits en petites quantités dans les mines d'autres métaux ou de sables granitiques sur la plage. Cependant, au cours des dernières décennies, le développement des industries de haute technologie comme l'ingénierie aérospatiale ou les télécommunications a entraîné une forte demande d'ETR. Par conséquent, les gisements d'éléments de terres rares dans les régolithes ont été découverts et les technologies d'extraction se sont rapidement développées depuis les années 1980. 
Actuellement, la Chine domine plus de 95 % de la production mondiale d'ETR. Les gisements d'éléments de terres rares dans les régolithes, qui contribuent à 35 % de la production chinoise d'ETR, se trouvent principalement dans le sud de la Chine. 

## Répartition mondiale

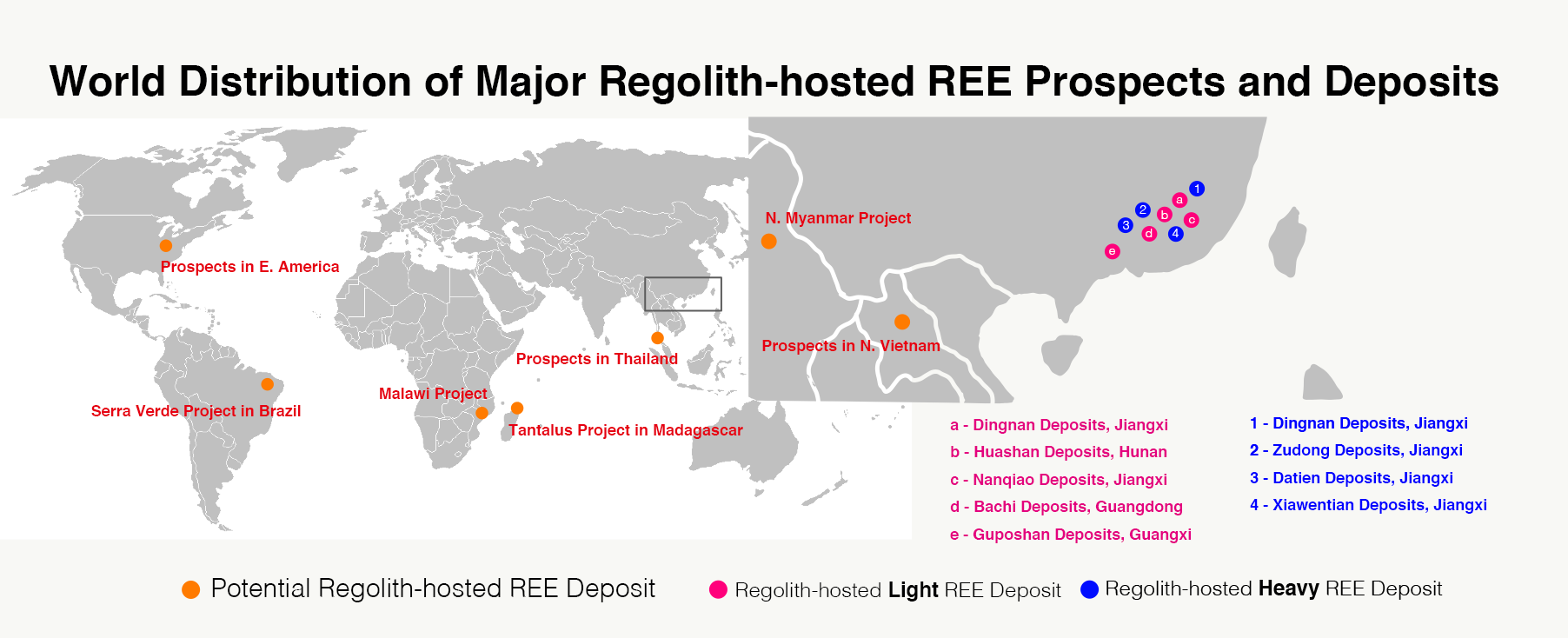
Répartition mondiale des gisements d'ÉTR dans des régolithes

Les régolithes sont des dépôts non consolidés de roches fragmentées et décomposées dont la composition habituelle inclut de la poussière, de la terre, de la roche brisée et d'autres matériaux connexes. Ils sont la source de minéraux et de matériaux de construction et s'ils contiennent une part importante de matière organique, on parle plutôt de sols. La plupart des gisements de minéraux de terres rares dans les régolithes se trouvent dans le sud de la Chine, qui en domine actuellement la production mondiale avec plus de 95 % du marché. Il existe deux grands types de gisements, à savoir les terres rares « légères » ((en) LREE) à savoir La, Ce, Pr et Nd et les terres rares « moyennes et lourdes » ((en) HREE), à savoir Sm, Eu, Gd, Dy, Ho, Er, Tm, Yb et Lu.
Les deux types de gisements se trouvent principalement dans les provinces du Jiangxi, du Hunan, du Guangdong et du Fujian. Le gisement de Zudong dans le Jiangxi, les gisements de Datian et de Xiawentian produisent principalement les terres rares moyennes et lourdes du sud de la Chine. Alors que les terres rares légères sont puisées principalement dans les gisements de Heling et de Dingnan dans la province du Jiangxi. 
Toutefois, l'exploration minière des terres rares se déroule activement à travers le monde. Actuellement, certains gisements potentiels ont été découverts aux États-Unis, en Asie du Sud-Est, au Malawi, au Brésil et à Madagascar. 

## Aperçu géologique
Des gisements d'éléments de terres rares hébergés par des régolithes se trouvent le long des crêtes des collines granitiques basses du sud de la Chine. Le gisement de minerai peut être établi en quatre couches en fonction de son degré d'altération dont la plus inférieure du sol dégradé contient les corps minéralisés,,,,.

### Géomorphologie

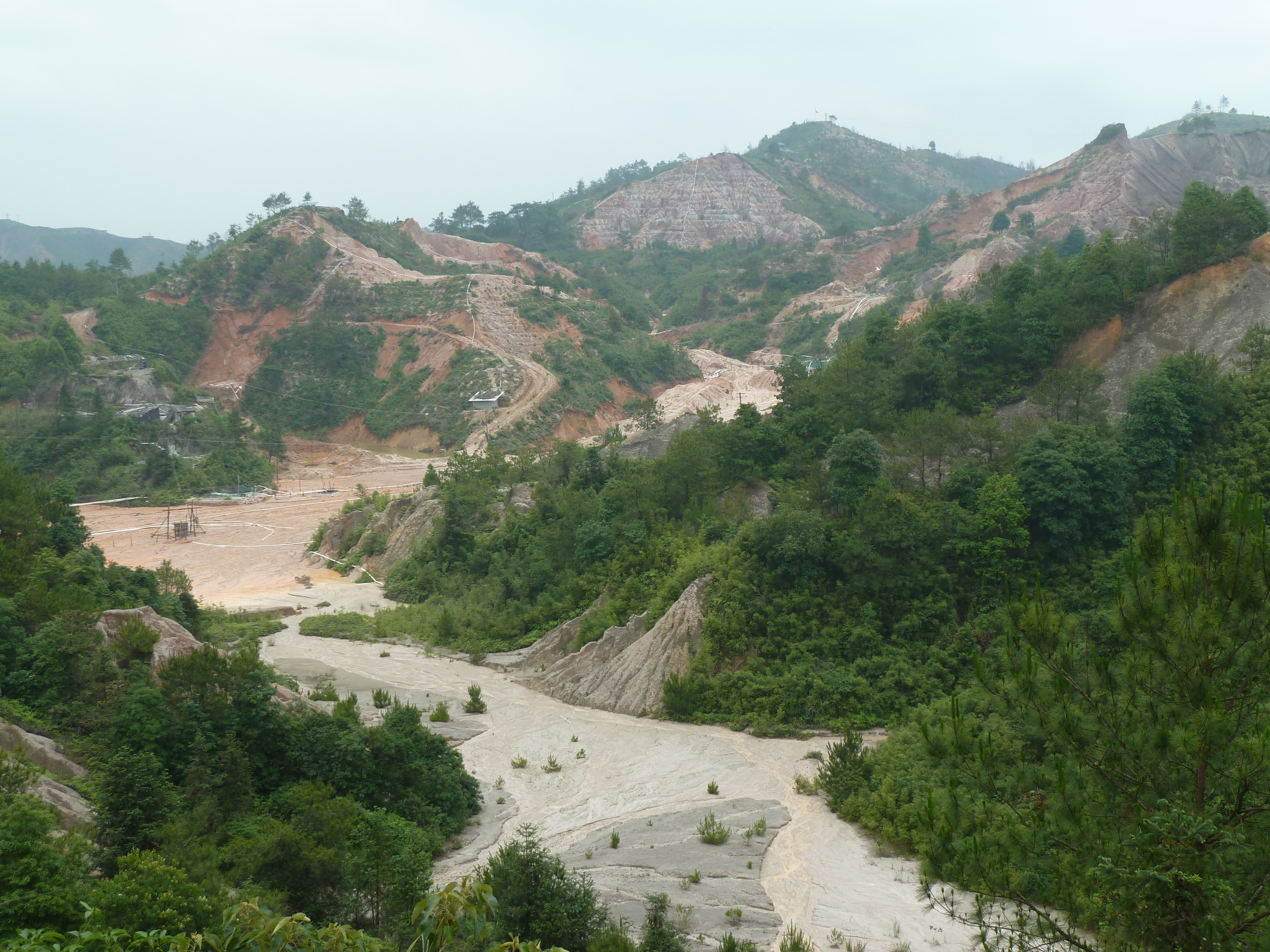
Paysage habituel dans le sud de la Chine : zones basses avec des collines basses à végétation dense

Les caractéristiques des gisements du sud de la Chine (sud du Jiangxi, sud-ouest du Fujian, nord du Guangdong et nord-ouest du Guangxi notamment) sont déterminées par des facteurs à la fois régionaux et locaux. 
Au niveau régional, les gisements sont généralement dans des zones à faible topographie, des collines basses à moins de 500 m d'altitude. De plus, la zone subtropicale du sud de la Chine a un climat chaud et humide, ce qui fait que les dépôts sont souvent densément végétalisés. 
Localement, les dépôts semblent se former plus le long des crêtes que dans vallées. Une croûte d'altération plus épaisse avec un corps minéralisé associé apparaissent le long des crêtes tandis que son épaisseur diminue vers la vallée ou dans la pente. 

### Profil minéralisé
L'ensemble de la croûte d'altération peut varier de 30 à 60 m d'épaisseur,, en fonction de ses conditions structurelles, géomorphologiques et hydrogéologiques locales. Le dépôt est généralement divisé en 4 couches selon l'intensité d'altération. Une croûte d'altération de 25 m d'épaisseur peut montrer un profil d'altération comme ci-dessous :
| Couche distinctive              | Épaisseur (m)                           | Lithologie | Contenu ETR                     |
| ------------------------------- | --------------------------------------- | --- | ------------------------------- |

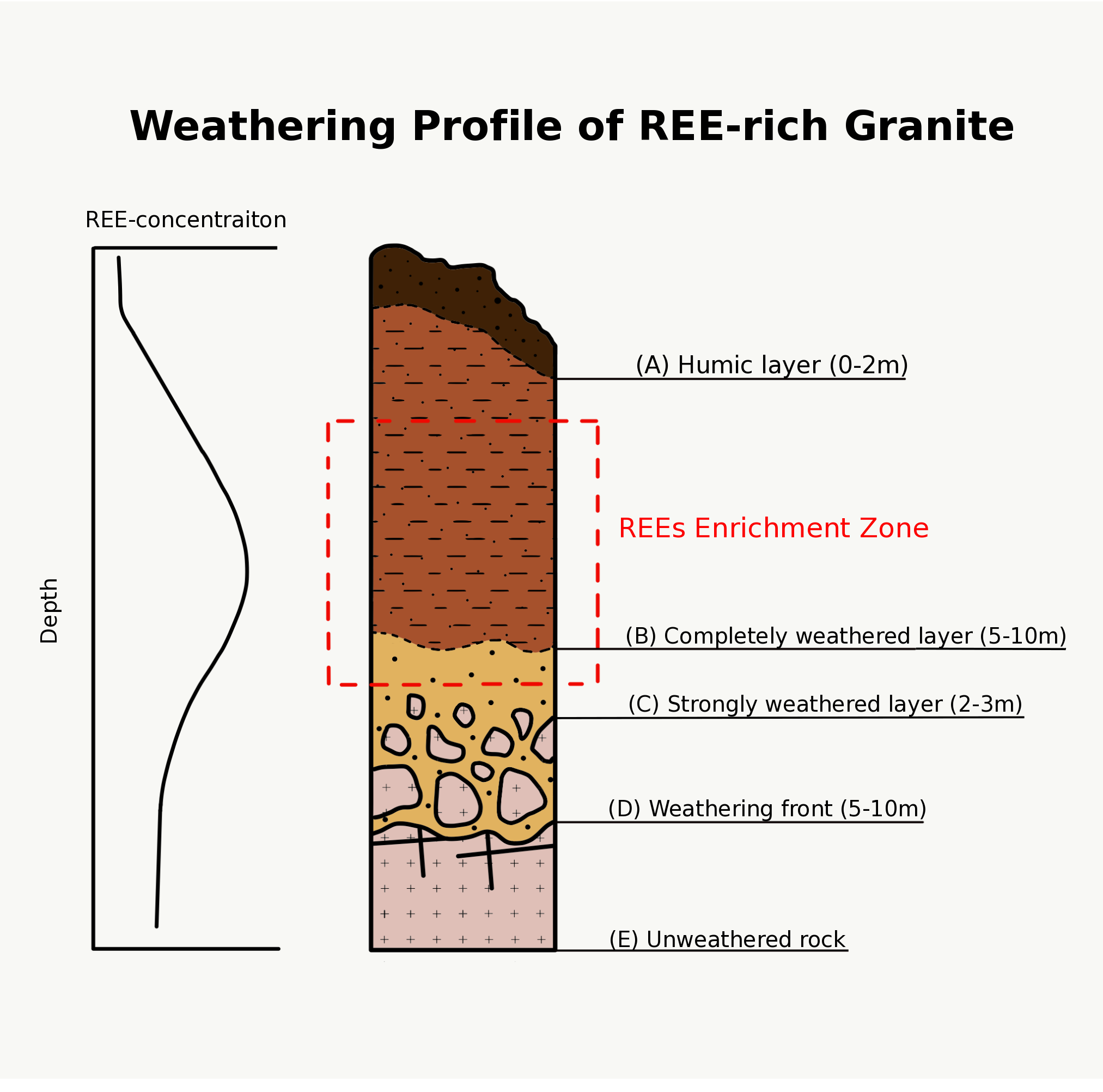
Profil d'altération des gisements d'ETR dans le régollithe. (A) Couche humique. (B) Couche complètement altérée. (C) Couche fortement altérée.
(D) Front d'altération. (E) Roche non altérée.

| (A) Couche humique              | 0–2                                     | – Marron foncé – Matière organique et agrégation des grains du sol | Appauvri                        |
| (B) Couche complètement altérée | 5–10 (parfois jusqu'à 40 m d'épaisseur) | – Blanc jaunâtre tacheté et rouge orangé – 80 % de minéraux argileux (c'est-à-dire kaolinite, halloysite, etc.) – 20 % de minéraux non altérés (c'est-à-dire quartz, micas, etc.) – Aucune texture granitique relique préservée   | Épuisé en haut ; Enrichi en bas |
| (C) Couche fortement altérée    | 2–3 (parfois jusqu'à 20 m d'épaisseur)  | – Blanc tacheté, brun rosé – ≤ 30% de minéraux argileux (c'est-à-dire kaolinite, séricite, etc.) – Minéraux non altérés formant des roches (c'est-à-dire feldspath, biotite, quartz, etc.) – Texture granitique relique préservée | Épuisé en bas ; Enrichi en haut |
| (D) Façade d'altération         | 5–10                                    | – Zone de transition avec socle rocheux non altéré – Noyaux abondants entourés de régolithe | Appauvri                        |
| (E) Roche non altérée           | /                                       | – Socle rocheux | N/A                             |

L'enrichissement en terres rares se produit généralement dans une zone de 5 à 10 mètres d'épaisseur entre une couche complètement altérée et une couche fortement altérée et il est ciblé pour l'exploitation minière commerciale. Comparés à d'autres gisements d'ETR, les gisements d'éléments de terres rares hébergés dans des régolithes sont de très faible teneur (0,05 à 0,3 % en poids d'ETR extractibles). Néanmoins, en raison de sa méthode d'extraction facile, de ses faibles coûts de traitement et de sa grande abondance, les gisements sont rentables.

## Genèse du corps minéralisé

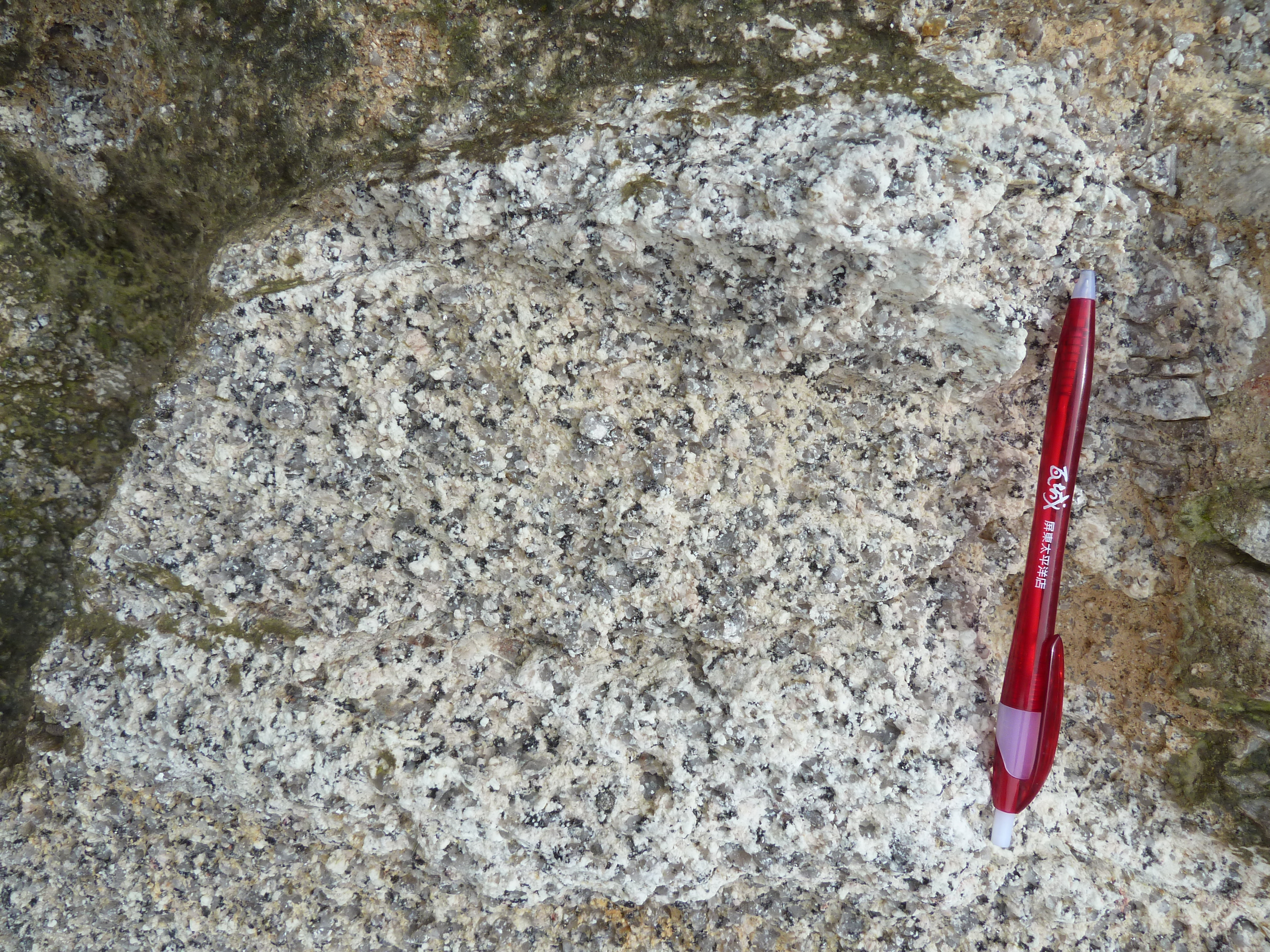
Roche-mère semi-altérée de gisement d'éléments de terres rares du régolithe - Granitoïde enrichi en ETR.

Voici quelques aspects clés des idées dans la genèse des gisements d'éléments de terres rares dans les régolithes. Le magma formant des dépôts provient de magma granitique enrichi en ETR légers ou lourds et il n'est pas nécessairement lié à des paramètres tectoniques ou à des périodes géologiques particulières. Ensuite, les ETR légers ou lourds subissent un premier enrichissement par leur propre mécanisme lorsque le magma se solidifie. Une fois le granit ramené à la surface du sol, il subit une dénudation et un déterrage intenses dans les zones subtropicales. À ce stade, les ETR sont encore enrichis, ce qui rend la facilité économique de l'exploitation minière. Ces processus sont décrits en détail ci-dessous :

### Origines magmatiques
En termes de paramètres tectoniques, aucune tendance évidente dans ce cadre favorisant la formation de dépôts d'éléments de terres rares hébergés dans des régolithes n'est observée. Les géologues croyaient depuis longtemps que parmi les différentes sources de magma, ceux d'origine des environnements anorogéniques (configuration non montagneuse) et anhydres (par exemple, aux limites de plaques divergentes), qui forment par conséquent des granites de type A, sont enrichis en ETR. En effet, un degré de fusion partielle plus bas dans ce cadre tectonique favorise l'enrichissement des éléments de terres rares, qui sont incompatibles et ont tendance à fondre en premier. Cependant, d'après les observations sur le terrain, le granite de type A n'est pas spécialement enrichi en ETR (en pourcentage), il est similaire aux granites de type I (provenant du magma de roches ignées partiellement fondues) et des granites de type S (provenant du magma de roches sédimentaires partiellement fondues), originaires de milieux orogéniques (montagnes en formation) qui se trouvent par exemple au bord de plaques convergentes. 
Par rapport aux temps géologiques, ces granites enrichis en terres rares se sont formés uniformément sur une large période géologique (c'est-à-dire de l'Ordovicien au Crétacé), dans tous les environnements et donc sans liens avec des événements géologiques majeurs. 

### Processus magmatiques-hydrothermaux
En général, les roches à l'origine des gisements d'éléments de terres rares dans le régolithe sont des roches ignées felsiques (comme le granite, le rhyolite, le tuf rhyolitique, etc.), associées au magmatisme granitique et au volcanisme dans le phénomène de subduction. Lors de la cristallisation du magma, les éléments légers et lourds des terres rares sont enrichis majoritairement en granitoïdes par deux mécanismes distincts. 

Diagramme évolutif montrant la première étape du processus d'enrichissement en terres rares légères par différenciation du magma.

Schéma évolutif montrant la première étape du processus d'enrichissement en HREE par auto-métasomatisme.

- Diagramme évolutif montrant la première étape du processus d'enrichissement en terres rares légères par différenciation du magma[1].  Les granitoïdes enrichis en éléments légers des terres rares sont formés par la différenciation du magma, qui fractionne progressivement la composition du magma en couches chimiquement distinctes au cours de son processus de refroidissement[1]. Comme les ETR sont des éléments incompatibles (moins enclin à être incorporés dans la structure des cristaux de solidification), ils restent sous forme fondue dans la chambre magmatique jusqu'à la dernière étape de refroidissement. Par conséquent, la dernière et la plus haute fraction de granitoïde est fortement enrichie en ETR[1].

1. Les granitoïdes enrichis en éléments de terres rares lourds se forment par auto-métasomatose. Il s'agit d'un processus d'altérations chimiques du magma felsique récemment cristallisé par le fluide hydrothermal restant (par exemple l'eau, le CO2) au stade ultérieur de la cristallisation du magma[19]. Au cours de l'altération chimique, par diverses réactions chimiques avec les fluides hydrothermaux, les éléments de terres rares lourds sont ensuite introduits dans les minéraux secondaires le long des veinules[19].

### Processus secondaires
Le processus secondaire (c'est-à-dire l'altération) est essentiel à l'enrichissement ultérieur des granitoïdes riches en éléments de terres rares légers et lourds. Il transforme le granitoïde en un corps minéralisé rentable à extraire. Par conséquent, le climat chaud et humide, associé à un sol légèrement acide dans les zones subtropicales, favorise la formation de gisements. Une combinaison d'altérations chimiques, physiques et microbiologiques intenses permet l'élimination des ETR dans la couche supérieure, plus acide, complètement altérée, puis la migration vers le bas avec l'eau de pluie et, éventuellement, le dépôt (et la concentration) dans la couche inférieure, moins acide et modérément altérée,,, — Les terres rares forment un complexe plus stable dans le sol de pH plus élevé —. 
De plus, une altération intense dans les zones subtropicales (donc de Chine méridionale) lessive en continu un volume important de matériaux sus-jacents du système d'altération in situ, processus appelé dénudation. En réponse à l'enlèvement de masse, l'exhumation (un processus de soulèvement isostatique par lequel la roche profonde est amenée à la surface du sol) se produit et, par conséquent, reconstitue les matériaux pour la dénudation en cours,. Ainsi, le système d'équilibre dynamique entre la dénudation et l'exhumation incite au développement d'un profil d'altération plus épais ainsi que l'accumulation d'ETR. 

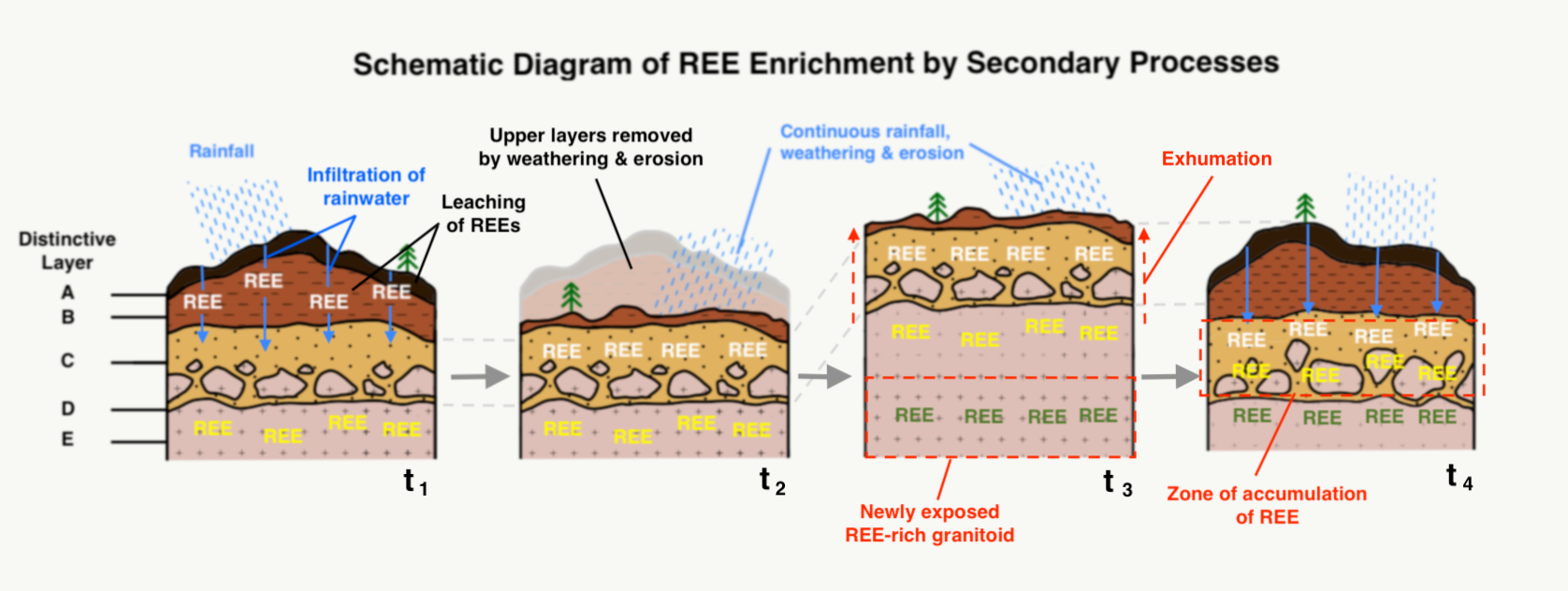
L'eau de pluie abondante provoque une infiltration et un lessivage rapides des ETR vers les couches B et C (Figure t1). De plus, les processus secondaires (c'est-à-dire l'altération et l'érosion) éliminent les couches supérieures de matériaux (Figure t2). En réponse à l'élimination continue de la masse continentale sus-jacente, un processus de soulèvement isostatique (exhumation) se produit en continu, (Figure t3). Ainsi, le système d'équilibre dynamique entre la dénudation et l'exhumation facilite davantage l'accumulation des terres rares (Figure t4).

## Phases d'occurrence
Les minerais dans les gisements d'éléments de terres rares dans les régolithes n'existent pas sous forme d'ions libres. Au lieu de cela, ils adhèrent physiquement aux minéraux argileux sous forme de complexe argile-ETR ou se lient chimiquement avec des minéraux en hébergeant. 

### Argile-ETR
La phase échangeable d'argile-ETR représente 60 à 90 % de la teneur totale en ETR des gisements. Dans cette phase, les ETR se présentent sous forme de cations mobiles (ETR3+), cations hydratés ([ETR(H2O)n]3+ ou une partie de complexes chargés positivement, qui sont adsorbés (physiquement collés par une faible attraction électrostatique) aux sites de charge négative permanente sur les minéraux argileux (par exemple kaolinite, halloysite, illite, etc.). Ainsi, les ETR peuvent être récupérés et extraits facilement par lixiviation par échange d'ions avec un électrolyte dilué. 

### Minéraux hébergeant des ETR
Les minéraux hébergeant des éléments de terres rares (phases minérales) représentent 10 à 30 % de la teneur en ETR des gisements. Les ETR sont incorporés dans des minéraux accessoires à savoir la Bastnäsite (ETR)(CO3)F, la Monazite (ETR)PO4 et le Xénotime (Y,ETR)PO4) en tant que partie du réseau cristallin. Comme les ETR sont retenus par des liaisons chimiques, une cuisson alcaline ou une lixiviation acide est nécessaire pour décomposer et extraire les ETR. 

## Techniques d'extraction
La lixiviation chimique est utilisée pour extraire les ETR dans les régolithes. En injectant un lixiviant dans un corps minéralisé, les ETR adhérant aux minéraux argileux sont déplacés par les ions de la solution et se dissolvent dans la solution de lixiviation, qui s'écoule vers le bas le long du corps minéralisé. L'équation qui suit montre un exemple de réaction d'échange d'ions entre un minéral argileux imprégné d'ETR et un sulfate métallique, servant de lixifiant. 
2 Argile - ETR + 3M2SO4⟶ 2 Argile - M3+ ETR2(SO4)3
Depuis la découverte des gisements d'éléments de terres rares dans le proche-sous-sol dans les années 1960, la procédure de lixiviation a connu trois générations successives de technologie, l'évolution de l'utilisation de la solution de lixiviation et des techniques de lixiviation :

### Technologie de lixiviation de première génération
Au début des années 1970, une lixiviation discontinue à l'aide d'une solution de chlorure de sodium (NaCl) a été réalisée dans l'extraction des terres rares. Tout d'abord, les minerais de terres rares ont été extraits et tamisés par une excavation à ciel ouvert. Ensuite, ils ont été lessivés dans des fûts avec une solution de NaCl ~1M et précipités avec de l'acide oxalique (C2H2O4). 
Cependant, l'échelle minière était très limitée en raison de la lixiviation par lots (ou la lixiviation par bain à la fin des années 1970, utilisant des bassins en béton au lieu d'un baril) tandis qu'une concentration élevée de lixiviant ne pouvait produire qu'un produit à faible rendement avec une qualité de produit médiocre (<70 % de ETR en concentration). Ces inconvénients ont réduit l'intérêt donnés par les avantages initiaux de ce type de dépôts (c'est-à-dire un temps de traitement court et des coûts extrêmement bas). 

### Technologie de lixiviation de deuxième génération
Dans les années 1980, la lixiviation discontinue et en tas utilisant une solution de sulfate d'ammonium ~ 0,3 M ((NH4)2SO4) a été développée. Le sol contenant des ETR était extrait des corps minéralisés et empilé sur une couche plate étanche avec une coupelle de collecte au fond. Une solution de (NH4)2SO4 a ensuite été injectée au-dessus du sol et laissée pour la lixiviation. Après 100 à 320 heures, le résultat d'une pureté allant jusqu'à 90 % est collecté pour le traitement final. 
En raison de la plus forte capacité de désorption de NH4+ par rapport à Na+, cette technologie a amélioré la qualité du produit final et permis une réduction de consommation de lixiviant. Par conséquent, il est utilisé comme modèle principal du processus de lixiviation des terres rares au cours des 30 années suivantes. 

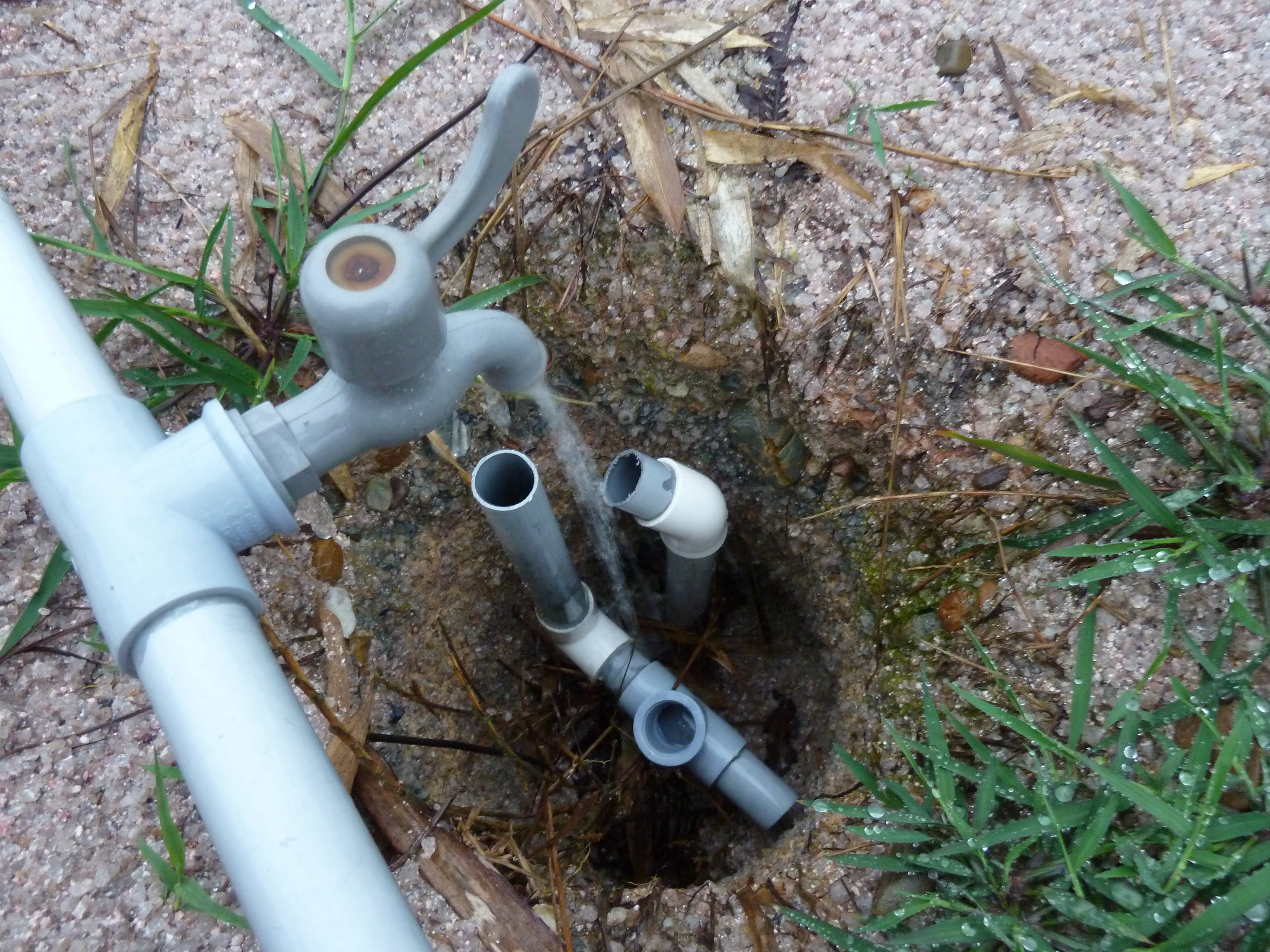
Le lixiviant (solution de lixiviation) est injecté à travers des tuyaux en plastique, qui sont insérés dans un trou de lixiviation.

### Méthodes minières modernes (troisième génération)
Depuis les années 1990, l'utilisation intensive de la lixiviation par lots et en tas a eu un effet dévastateur et irréversible sur l'environnement ainsi que sur l'écosystème du sud de la Chine. Les rejets non réglementés des déchets ont aussi également causé des problèmes de santé aux habitants voisins des mines. Ainsi, une technologie de lixiviation In situ obligatoire a été décrétée en 2011 pour contrer les effets néfastes des techniques d'extraction. 
La technologie de lixiviation in situ nécessite une étude complète de la structure hydrogéologique locale, du type de brisures de la roche-mère (diaclases) et des caractéristiques du minerai, pour la mise en place d'une zone de captage dans le processus de lixiviation. Puis, des trous de lixiviation verticaux (0,8 m de diamètre et espacés de 2 à 3 m)> sont forés pour atteindre le sommet de la couche enrichie en ETR (B) (1,5 à 3 m de profondeur) pour permettre l'injection de lixiviant sous pression (c'est-à-dire ~0,3 M (NH4)2SO4). Enfin, la solution de lixiviation chargée en ETR est collectée par des bassins de récupération au fond du corps minéralisé pour le traitement final.

### Recherche et développement en cours (biolixiviation)
La recherche scientifique pour développer d'autres techniques et augmenter le rendement de lixiviation des terres rares est très active. La biolixiviation, une technique où les ETR sont solubilisés par des activités microbiennes ou des sous-produits du métabolisme microbien, est une piste prometteuse pour une alternative plus verte à la méthode actuelle, qui produit une pollution importante dans l'environnement. En termes d'efficacité d'extraction, certaines études ont rapporté que la récupération des ETR par biolixiviation pouvait varier de moins de 1 % à près de 90 %. Ainsi, une meilleure compréhension du mécanisme de biolixiviation est nécessaire avant sa mise en pratique commerciale. 

## Applications des éléments de terres rares

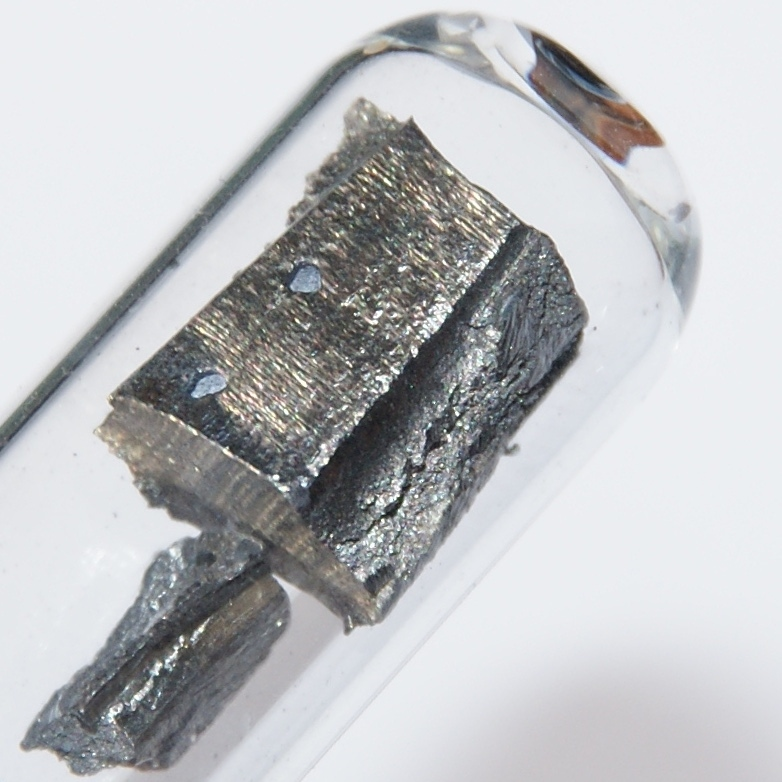
Un échantillon de Néodyme.

Les éléments de terres rares extraits des régolithes, sont les éléments fondamentaux de nombreux produits de haute technologie de la vie quotidienne. À savoir :
Le néodyme est utilisé dans la production d'aimants puissants des haut-parleurs et le matériel informatique, pour sa plus petite taille pour le même niveau de performances. De plus, avec sa remarquable durabilité, l'utilisation de néodyme est généralisée pour les éoliennes et les véhicules hybrides. 
Le métal praséodyme a une résistance et un point de fusion ultra-élevés, c'est donc un composant important des moteurs à réaction. Le praséodyme est un composant du type de verre particulier nécessaire pour les visières de protection des soudeurs et des verriers. 
Le scandium est utilisé dans la construction aérospatiale, pour la structure des avions et des engins spatiaux afin d'en augmenter la résistance. Il est également utilisé dans les lampadaires à haute intensité. 
Le cérium est utilisé dans les pots catalytiques des véhicules thermiques en raison de sa grande stabilité chimique à haute température. Mais son usage principal provient du fait qu'il est responsable des réactions chimiques dans le pot. 
Les composés de gadolinium sont les composants actifs de divers agents de contraste IRM.